# Oleada
Oleada è un singolo della cantante messicana Julieta Venegas, pubblicato nel 2005 ed estratto dall'album Sí. 

## Tracce
- CD

1. Oleada – 3:16

## Classifiche
| Classifica (2005) | Posizione massima |
| ----------------- | ----------------- |
| Nicaragua         | 2                 |